# Passis Foral
El passis foral (en basc foru pase) era la denominació d'una facultat inscrita en l'àmbit del Dret foral del Regne de Navarra i del País Basc per no complir les ordres emanades de la Monarquia espanyola declarant-les nul·les si atemptaven contra la seva legislació pròpia, els Furs. A Navarra inicialment també es va denominar "dret de sobrecarta"
S'usava sota la tradicional fórmula de :
| « | "Sigui Acatat, però no complert" | » |

## Origen
El passis foral es concedeix a les tres diputacions basques pel Regne de Castella al segle XV i s'utilitzà amb freqüència fins al segle xix. A Àlaba el dret del “passis foral” va ser confirmat en 1644 i 1703, però s'exercia amb anterioritat. A Guipúscoa en 1473 s'al·ludeix el seu ús com a pràctica habitual i va ser legislat en la Recopilació de 1696 i confirmada en 1644 i 1703. En Biscaia en 1527.
En el Regne de Navarra es manté com a part del seu ordenament jurídic propi, adoptat amb la denominació de sobrecarta en 1514 després de la seva conquista i posteriorment confirmat per les Corts de Sangüesa en 1561. Per aquesta institució la legislació del rei o virrei havia de passar necessàriament abans pel Consell Reial de Navarra per veure si s'acomodava als furs declarant-la nul·la i sense cap efecte' en cas contrari.
Ja en 1692 es denomina "passis foral", mentre que la "sobrecarta" del Consell Real passar a més per l'aprovació de la Diputació del Regne de Navarra abans de ser sotmesa a les Corts de Navarra.

## Utilització històrica
Qualsevol navarrès podia invocar contrafur enfront de la Diputació i estimant-se la seva petició, s'elevava al Virrei o fins i tot al rei una reparació de greuges. La forma d'esquivar aquest mecanisme va ser la de convocar a Corts sense resoldre les reclamacions, amb el que es va disposar que per convocar a Corts calia resoldre prèviament els greuges pendents.

## Abolició dels furs
El "passis foral" a Navarra va ser derogat per mitjà de la Reial Ordre del 14 de maig de 1829 Ja en 1837 s'anul·len les diputacions basques per adequar-les a la legislació estatal, però després de la llei de confirmació dels furs de 1839, realitzada després del final de la Primera Guerra Carlina amb el famós Abraçada de Vergara en la qual s'afegia l'afegit discutit “sense perjudici de la unitat constitucional” suposa que aquesta adequació es realitza mitjançant la Llei Paccionada Navarresa de 1841, que té com a conseqüència directa a Navarra la desaparició de la seva condició de Regne i la supressió de privilegis militars, duanes, "passis foral", i de les antigues institucions navarreses com a les Corts de Navarra.
Així i tot, es manté cert autogovern administratiu i econòmic (impostos propis, comptes dels ajuntaments) amb l'acord de pagar un cupo (una quantitat anual) al govern central.
A les províncies basques, aquest Decret d'Espartero suposa l'abolició del "passis foral", la supressió de duanes interiors i la creació de la nova figura del Governador civil, en substitució de l'antic corregidor o virrei.
Alfons XII, per llei de 21 de juliol de 1876, abolia els furs en aquestes províncies, excepte algunes restes jurídiques.

## Dret Comparat
Institucions similars van ser el "Justícia Major" del Fur d'Eixea de 1265 a Aragó o certs drets recollits en la legislació catalana i valenciana (furs), sent tots ells derogats pels "Decrets de Nova Planta" a partir de 1707 imposats després de l'ascens dels borbons a la monarquia espanyola.
El "Passis Foral" és, en ús i formes, similar al "Dret de Nul·lificació" o "Veto Confederal" del teòric federalista John C. Calhoun i al dret a enervar la llei injusta (sota la fórmula "s'obeeix però no es compleix" o "s'acata però no es compleix") del Dret indià.
En l'actualitat tindria certa semblança amb l'"exequatur" internacional pel qual els tribunals d'un país han de decidir si accepten o no l'aplicació d'una resolució estrangera.